# Chat sur un fauteuil
 (août 2025).
Si vous disposez d'ouvrages ou d'articles de référence ou si vous connaissez des sites web de qualité traitant du thème abordé ici, merci de compléter l'article en donnant les références utiles à sa vérifiabilité et en les liant à la section « Notes et références ».
Chat sur un fauteuil est un tableau réalisé par le peintre suisse Théophile Alexandre Steinlen en 1900-1902. Cette huile sur toile est une peinture animalière qui représente un chat s'éveillant sur un siège. Partie des collections du musée d'Orsay, à Paris, elle se trouve en dépôt à La Piscine, à Roubaix.